# Adriaan Ras
Adrianus Gerardus Johannes (Adriaan) Ras (Budel, 6 juni 1899 – Den Haag, 26 oktober 1973) was een Nederlands politicus.
Hij werd geboren als zoon van Peter Ludovicus Ras (1870-1937, leerlooier) en Maria Hubertina Margaretha Fias (1868-1902). Zijn moeder overleed toen hij 2 jaar oud was waarna zijn vader in 1903 trouwde met Maria Margaretha van de Leur (1868-1941). Hij was ambtenaar bij de gemeente Budel voor hij daar rond 1927 benoemd werd tot gemeentesecretaris. Begin 1947 volgde zijn benoeming tot burgemeester van Budel en vanaf 1951 was hij de burgemeester van Veldhoven. Ras ging in 1964 met pensioen en in 1973 overleed hij op 74-jarige leeftijd.
Zijn oom Cornelis van Breugel was ook burgemeester en wel van Oudheusden.